# Cate Shortland
Cate Shortland, née le 10 août 1968 à Temora (dans l'État de Nouvelle-Galles du Sud, en Australie), est une réalisatrice et scénariste australienne.

## Filmographie

### Réalisatrice
- 1998 : Pentuphouse (court métrage)
- 1999 : Flowergirl (court métrage)
- 2000 : Joy (court métrage)
- 2001 : The Secret Life of Us (série télévisée)
- 2002 : Bad Cop, Bad Cop (série télévisée)
- 2004 : Le Saut périlleux (Somersault)
- 2006 : The Silence (téléfilm)
- 2012 : Lore
- 2017 : Berlin Syndrome
- 2021 : Black Widow

### Scénariste
- 2004 : Le Saut périlleux (Somersault)
- 2011 : The Slap (série télévisée)
- 2012 : Lore
- 2014 : Devil's Playground (série télévisée)
- 2015 : Deadline Gallipoli (série télévisée)
- 2016 : The Kettering Incident (série télévisée)
- 2017 : Berlin Syndrome